# Relazioni bilaterali tra Italia e Romania
Le relazioni bilaterali tra Italia e Romania sono relazioni estere tra Italia e Romania. Entrambi i paesi stabilirono relazioni diplomatiche il 21 aprile 1873. L'Italia ha un'ambasciata a Bucarest e cinque consolati onorari (a Iaşi, Satu Mare, Braşov, Arad e Timişoara). La Romania ha un'ambasciata a Roma, cinque consolati generali (a Milano, Torino, Trieste, Bari e Bologna), due consolati onorari generali (a Genova e Treviso) e due consolati onorari (a Napoli e Trento).
Entrambi i paesi sono membri a pieno titolo della NATO e dell'Unione europea. A dicembre 2022, ci sono circa 1.083.771 persone di origine rumena che vivono in Italia, essendo considerata la più grande comunità straniera nel paese.

## Rapporti storici e culturali
Le relazioni tra Italia e Romania sono state tradizionalmente strette a causa di un'identità latina condivisa e di lingue simili. Durante la prima guerra mondiale, entrambi i paesi hanno combattuto l'Impero austro-ungarico e durante la seconda guerra mondiale hanno contribuito con centinaia di migliaia di truppe al fronte orientale, dove molti sono morti combattendo i sovietici. Successivamente, dopo il crollo del blocco sovietico, oltre un milione di rumeni si è trasferito in Italia per lavoro e condizioni di vita migliori.

## Aziende
Diverse banche italiane operano in Romania: Banca Italo Romena, Intesa Sanpaolo e UniCredit. Quest'ultima, aveva collaborato con l'ex tennista rumeno e uomo d'affari Ion Țiriac, tra il 2008 e il 2015.